# Cenelm
Cenelm, in italiano Chenelmo (VIII secolo – 812 o 821), sarebbe stato re di Mercia nell'821.
Figlio di re Cenwulf di Mercia, secondo alcune fonti avrebbe regnato a sette anni per pochi mesi dopo la morte del padre nell'821, ma fu assassinato. Comunque, in altri documenti è anche menzionato negli anni precedenti, cosa incompatibile con l'età di sette anni nell'821. Generalmente, dunque, si ritiene che sia morto prima del padre, nell'812.
La tradizione lo ritiene martire e lo venera come santo. Il suo elogio si legge nel Martirologio romano al 17 luglio.